# Paracaigudistes (pel·lícula de 1953)
Paracaigudistes (títol original: The Red Beret, també coneguda com The Red Devils, The Big Jump i Paratrooper a l'estrena als EUA) és una pel·lícula britànica dirigida per Terence Young i estrenada el 1953.

## Argument
És la història de l'Operació Biting, un raid dels serveis aliats durant la Segona Guerra Mundial contra una estació de radar alemanya situada a Bruneval el febrer de 1942.

## Repartiment
- Alan Ladd: Canadà
- Leo Genn: Major Snow (inspirat del Major Frost)
- Susan Stephen: Penny Gardner
- Harry Andrews: Sergent
- Donald Houston: Taffy
- Anthony Bushell: General Whiting
- Patric Doonan: Flash
- Stanley Baker: Breton
- Lana Morris: Pinky
- Tim Turner: Rupert
- Anton Diffring: The Pole
- Thomas Heathcote: Alf
- Carl Duering: Rossi
- John Boxer: Flight Sergent Box